# Jászivány
Jászivány község az Észak-Alföldi régióban, Jász-Nagykun-Szolnok vármegyében, a Jászapáti járásban.

## Fekvése
Jászivány a Jászság keleti részén található.Az Alföld területén fekszik. A település a Tisza és a Zagyva folyók közötti síkságon terül el Jászberény és Heves között.
398 fő a lakossága és 213 a lakások száma.

## Megközelítése
Zsáktelepülés, közúton csak a 31-es főútról érhető el, Jászapáti és Heves között letérve a 32 132-es számú mellékúton. Vasútvonal nem érinti; a közúti tömegközlekedést a Volánbusz autóbuszai biztosítják.

## Története
A településen halad át a szarmaták által 324 és 337 között épített, a Dunát a Tiszával összekötő Csörsz árka nyomvonala.
Első írásos említése 1234-ből származik, Iwan' alakban. A község 1550-ben még népes település volt, de a török megszállás ideje alatt folyamatosan elsorvadt.  Területe a 18. századtól kezdve a szomszédos Jászapátihoz tartozott, földjét az apáti lakosok művelték és használták. Az egykori Ivány, Hevesivány falu – illetve később puszta – csak 1950-ben lett ismét önálló község, amikor is Jászapátitól különvált, és Jászivány néven Szolnok megyéhez került. (Addig mindvégig Heves vármegyéhez tartozott.)

### Neve
Az Ivan, Iván személynévből származik. Talán az első birtokosának (alapítójának?), vagy esetleg az első lakójának őrizheti az emlékét.

## Közélete

### Polgármesterei
- 1990–1994: Antal Lajosné (független)[3]
- 1994–1998: Antal Lajosné (független)[4]
- 1998–2002: Antal Lajosné (független)[5]
- 2002–2006: Borbély István Imre (független)[6]
- 2006–2010: Borbély István Imre (független)[7]
- 2010–2014: Tari András (Fidesz)[8]
- 2014–2019: Tari András (Fidesz-KDNP)[9]
- 2019–2024: Tari András (Fidesz-KDNP)[10]
- 2024– : Tari András (Fidesz-KDNP)[1]

## Közösségi szerveződések
- Jásziványért Egyesület
- Őszidő Nyugdíjasklub
- Jásziványi Polgárőr Egyesület
- Jásziványi Önkéntes Tűzoltó Egyesület
- Népdalkör
- Ifjúsági klub

## Testvértelepülés
- Kőrispatak (Székelyföld)

## Népesség
A település népességének változása:
| Lakosok száma | 372  | 377  | 370  | 372  | 356  | 375  | 375  |
|               | 2013 | 2014 | 2018 | 2021 | 2022 | 2023 | 2024 |

2001-ben a település lakosságának 100%-a magyar nemzetiségűnek vallotta magát.
A 2011-es népszámlálás során a lakosok 91,2%-a magyarnak, 0,5% cigánynak, 0,5% németnek, 0,5% románnak mondta magát (8,2% nem nyilatkozott; a kettős identitások miatt a végösszeg nagyobb lehet 100%-nál). A vallási megoszlás a következő volt: római katolikus 68,6%, református 3,6%, görögkatolikus 1,3%, felekezeten kívüli 5,7% (20,9% nem nyilatkozott).
2022-ben a lakosság 94,7%-a vallotta magát magyarnak, 0,6% cigánynak, 0,3% ukránnak, 0,3% románnak, 0,8% egyéb, nem hazai nemzetiségűnek (5,3% nem nyilatkozott; a kettős identitások miatt a végösszeg nagyobb lehet 100%-nál). Vallásuk szerint 53,7% volt római katolikus, 2% református, 1,7% görög katolikus, 0,6% egyéb keresztény, 0,6% egyéb katolikus, 4,8% felekezeten kívüli (36,2% nem válaszolt).

## Látnivalók
- Római katolikus (Jézus Szíve-) templom: 1929-1930-ban épült.
- A második világháború áldozatainak emlékműve: 1991-ben készült.
- Hevesi Füves Puszták Tájvédelmi Körzet
- Tájház (tanyasi életkép)
- Csörsz árka nyomvonala
- Mária-út (országos turista útvonal helyi kijelölt szakasza)
- Lourdesi barlang
- Kopjafa (A 2011-es Jász Világtalálkozó alkalmával avatták fel.)
- Összetartozás Székelykapu (A község testvértelepülése, Kőrispatak felajánlása.)